# Jagdgeschwader 142
142-га винищувальна ескадра «Горст Вессель» (нім. Jagdgeschwader 142 (JG 142) — винищувальна ескадра Люфтваффе напередодні Другої світової війни. 1 січня 1939 року переформована на 142-гу важку винищувальну ескадру (ZG 142).

## Історія
142-га винищувальна ескадра заснована 1 листопада 1938 року на аеродромі поблизу міста Дортмунд на основі підрозділів штабу, I, II та IV авіагруп 134-ї винищувальної ескадри (нім. JG134).

## Командування

### Командири
- оберст Курт-Бертрам фон Дерінг (нім. Kurt-Bertram von Döring) (1 листопада 1938 — 1 січня 1939)

## Бойовий склад 142-ї винищувальної ескадри
- Штаб (Stab/JG142)
- 1-ша група (I./JG142)
- 2-га група (II./JG142)
- 3-тя група (III./JG142)